# Бафф (одежда)

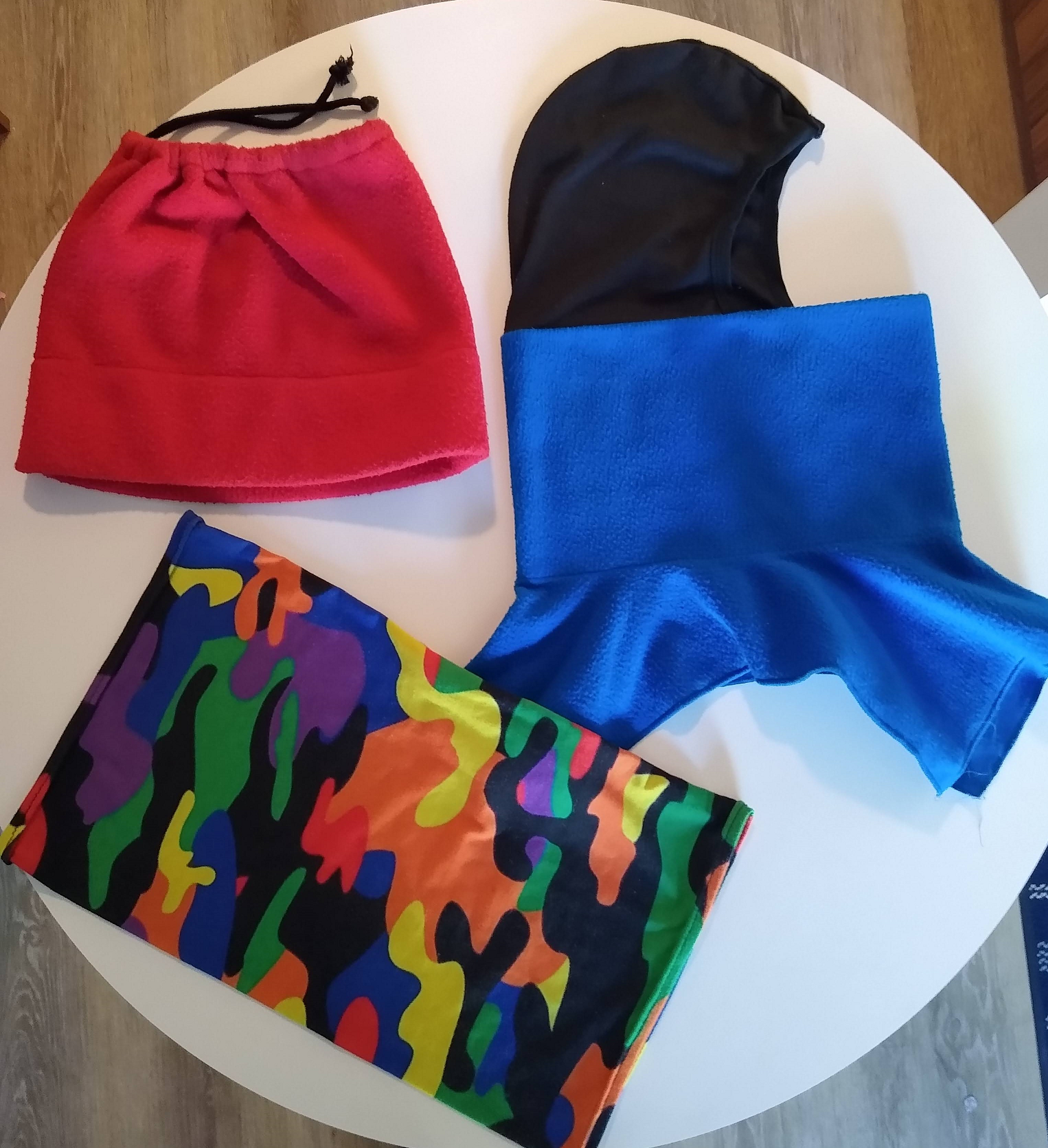
Разновидности баффа

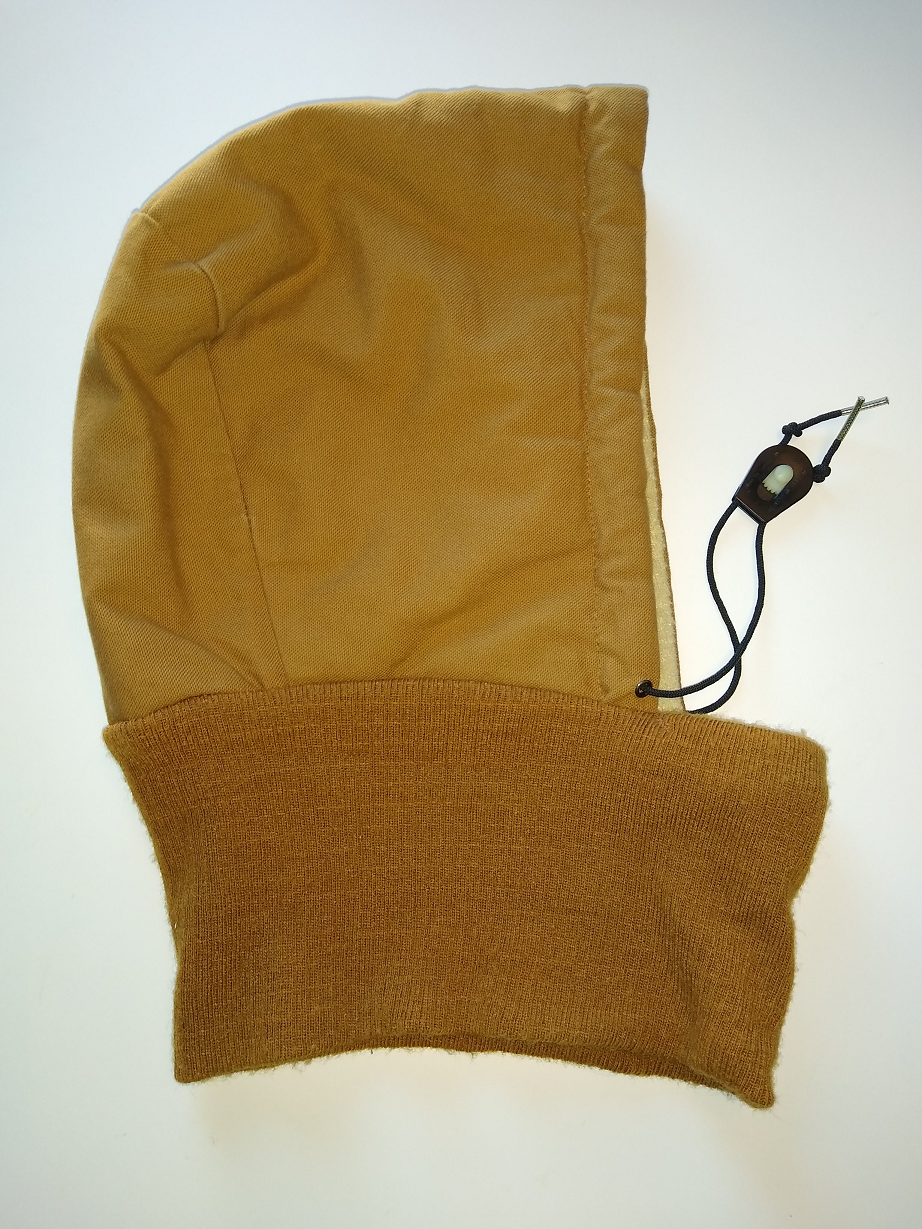
Бафф с капюшоном

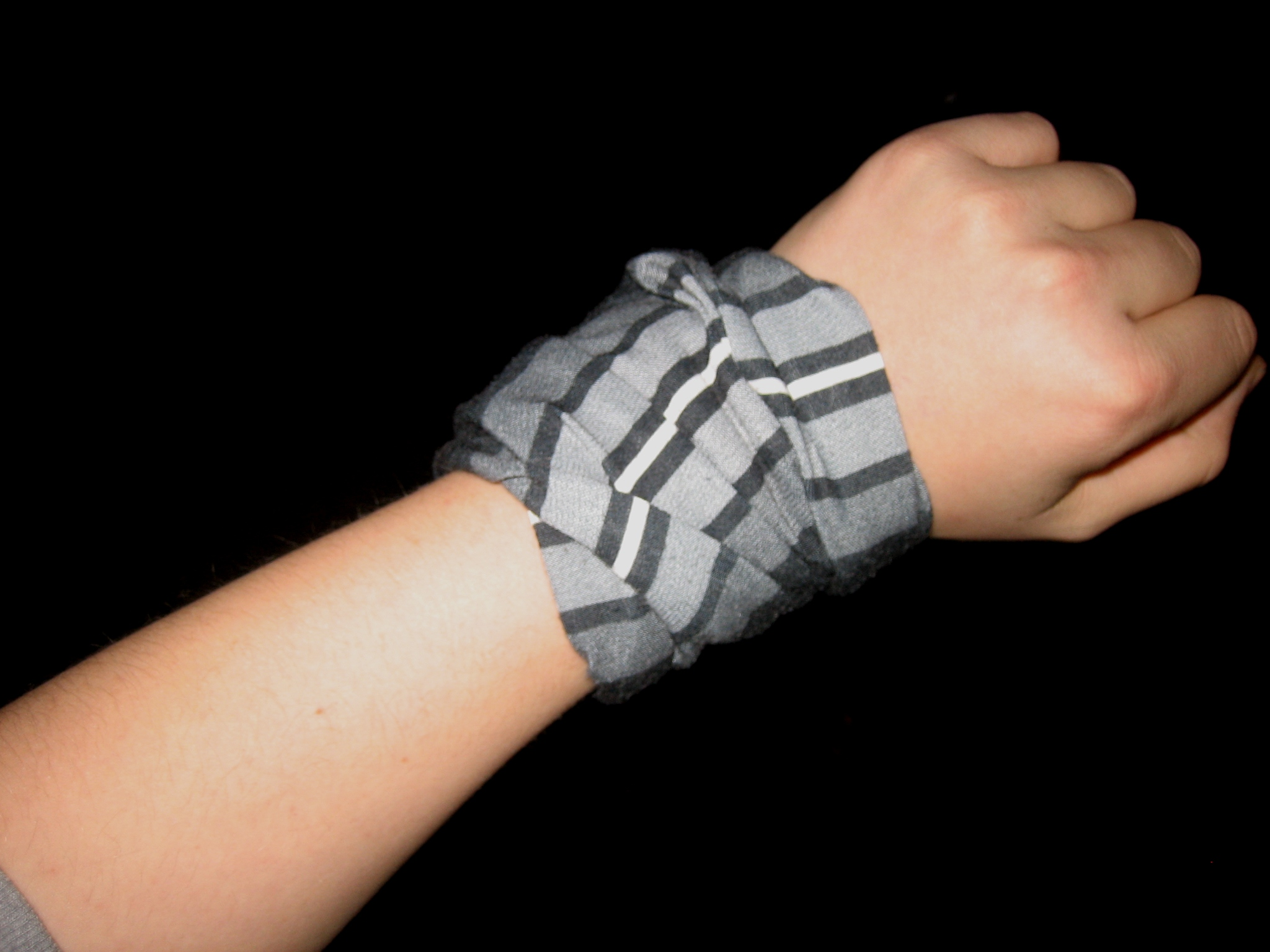
Применение баффа как напульсника

Бафф (англ. buff, от исп. bufanda — «шарф») — многофункциональный аксессуар в виде куска ткани в форме трубы. В зависимости от ситуации может быть использован в виде шарфа, банданы, балаклавы, повязки на голову, маски на лицо, капюшона, подшлемника и напульсника. Служит для защиты головы, лица и шеи от ветра, солнца, холода и пыли. Существует несколько вариантов в зависимости от цели использования, времени года и климата.

## История
Впервые аксессуар был запущен в продажу в 1992 году небольшой семейной текстильной фабрикой из Каталонии (Испания). Владелец компании Хуан Рохас, занимался мотоспортом и хотел сделать такой аксессуар, который был бы одновременно и шарфом, и балаклавой-подшлемником, и шапкой, банданой или просто налобной повязкой. После ряда экспериментов было получено изделие — бесшовный цилиндр из эластичной быстросохнущей синтетической ткани, которое назвали «баффом». Вскоре бафф был оценен людьми, занимающимися активными видами спорта. Со временем спрос на изделие рос, производство расширялось. Компания начала сотрудничество с ведущими мировыми производителями высокотехнологичных материалов: Polar (флис), PrimaLoft (синтетическое теплоизоляционное микроволокно), Gore-Tex (мембранная ткань), Polygiene (антибактериальная защита текстильных материалов), Carvico (бифлекс — синтетический трикотаж).
В данный момент Original Buff S.A. — это крупная испанская компания. Производство расположено в городе Игуалада в 60 км от Барселоны.

## Отличие от снуда
Бафф сделан в виде узкой эластичной трубы не имеющей швов. В некоторых случаях один край может иметь форму капюшона. Такое изделие используют в качестве разнообразных аксессуаров: шапки, повязки, банданы, шарфа и прочее.

Снуд — это широкий, длинный шарф-хомут, изготовленный в виде кольца. Его производят из вязаного полотна, шёлка, бархата. Из-за того, что изделие довольно большое, его обматывают вокруг шеи несколько раз (в то время как бафф ложится аккуратными складками, расположенными горизонтально). Как правило, снуд имеет ограниченные количество вариантов ношения (чаще всего его надевают на шею или покрывают им голову), в отличие от многофункционального баффа.